# Последнее письмо от твоего любимого
«Последнее письмо от твоего любимого» (англ. Last Letter from Your Lover) — художественный фильм режиссёра Августина Фриззелла. Экранизация одноимённого романа Джоджо Мойес 2012 года. В главных ролях Фелисити Джонс, Каллум Тёрнер, Джо Элвин, Набхаан Ризван и Шейлин Вудли.
Фильм вышел на Netflix 23 июля 2021 года.

## Сюжет
В наши дни Элли Хэворт, которая недавно рассталась со своим парнем, вынуждена писать статью о недавно умершем редакторе своей газеты. Пройдя мимо официального архивариуса Рори, чтобы получить доступ к архиву редактора, она находит серию тайных писем, адресованных «Дж.», от «Бута». Движимая любопытством, Элли твердо намерена узнать их личности и то, чем закончилась история их любви.
В середине 1960-х годов Дженнифер Стерлинг и её муж Лоуренс отправляются на летние каникулы на Лазурный берег. Иностранный корреспондент Энтони О’Хара приезжает, чтобы взять интервью у Лоуренса. Во время званого ужина Дженнифер слышит, как Энтони оскорбляет Стерлингов и их испорченный образ жизни, что побуждает Энтони извиниться перед Дженнифер. Энтони приглашает Стерлингов на обед. Лоуренса вызывают в неожиданную командировку, в результате чего Дженнифер и Энтони проводят лето вместе до его возвращения. Они начинают писать друг другу письма под псевдонимами «Дж.» и «Бут». Через несколько дней она получает письмо Энтони с предложением встретиться в Парке Почтальона в Лондоне.
У них начинается бурный роман, который они вынуждены скрывать. Наконец, он предлагает ей сбежать с ним в Нью-Йорк. Дженнифер не решается уйти, опасаясь, что её семья и друзья отвернутся от неё. После того, как Энтони отправляет ей письмо, что будет ждать её на вокзале в ночь своего отъезда, Дженнифер спешит ему навстречу. Незадолго до прибытия она попадает в автомобильную аварию, получив удар по голове, что вызывает частичную амнезию. Энтони уезжает в Нью-Йорк, полагая, что Дженнифер отвергла его.
Через шесть месяцев после автомобильной аварии Лоуренс скрывает последнее письмо, которое Дженнифер получила от Энтони, чтобы помешать ей вспомнить об этом романе. Дженнифер чувствует себя потерянной, пытаясь восстановить свои воспоминания. Она находит несколько любовных писем от Бута, спрятанных в доме, что приводит к обнаружению почтового ящика на ее имя, который Лоуренс закрыл. Дженнифер ссорится из-за этого с Лоуренсом, а тот говорит ей, что Энтони погиб в авиакатастрофе. Четыре года спустя Дженнифер сталкивается с Энтони и вспоминает время, проведенное вместе. Энтони еще раз умоляет ее сбежать с ним, но она отказывается из-за своей двухлетней дочери. Разозлившись на Лоуренса за его ложь, Дженнифер говорит, что останется с ним из-за их дочери, но клянется уйти, если он будет плохо с ней обращаться. В свою очередь, Лоуренс угрожает испортить репутацию Дженнифер и получить единоличную опеку над их дочерью, поскольку она перед судом она предстанет как прелюбодейка. Это побуждает Дженнифер сбежать с дочерью к Энтони. Узнав, что он выписался из отеля, она пытается найти его на работе, но редактор сообщает, что Энтони уже уехал. Вынужденная вернуться к Лоуренсу, Дженнифер отдает пачку любовных писем редактору, чтобы отправить Энтони, если они получат ответ от него.
В настоящее время Элли и Рори сближаются по мере прочтения любовных писем. Проведя ночь с Рори, Элли отдаляется от него. Она узнает, что Дженнифер и Энтони живы, и идет поговорить с ними. Услышав их сожаления по поводу потерянных отношений, Элли решает сохранить свои отношения с Рори, решив дать их роману еще одну попытку и не жить с сожалениями. Элли возвращается к Энтони и призывает его написать последнее письмо Дженнифер, в котором он просит её снова встретиться с ним в парке. Элли и Рори издали наблюдают, как влюбленные воссоединяются.

## В ролях
- Фелисити Джонс — Элли Хэворт
- Каллум Тёрнер — Энтони О’Хара
  - Бен Кросс — Энтони О’Хара в старости[1]
- Джо Элвин — Лоуренс Стерлинг
- Набхаан Ризван — Рори Маккаллан
- Шейлин Вудли — Дженнифер Стерлинг
  - Дайана Кент — Дженнифер Стерлинг в старости
- Шути Гатва — Ник

## Производство
В августе 2019 года стало известно, что режиссёром фильма станет Августин Фриззелл. Съёмки начались 14 октября 2019 года на Мальорке. Фелисити Джонс и Шейлин Вудли исполнят главные роли, а также станут исполнительными продюсерами. Съёмки фильма завершились через 45 дней, 15 декабря 2019 года.

## Выпуск
В октябре 2019 года Netflix приобрела права на распространение фильма в США и в других странах. Фильм вышел на Netflix 23 июля 2021 года и 6 августа 2021 года.

## Восприятие
На сайте Rotten Tomatoes, фильм имеет рейтинг 61 %, основанный на 51 обзоре, со средним рейтингом 5,70 / 10. На Metacritic фильм имеет средневзвешенную оценку 56 из 100, основанную на 12 отзывах, что указывает на «смешанные или средние отзывы».